# Tylomys bullaris
Tylomys bullaris é uma espécie de cricetídeo da tribo Tylomyini (Tylomyinae), com distribuição restrita ao México.